# ПРВ-17
ПРВ-17 «Лінійка» — (індекс ГРАУ — 1РЛ141, за класифікацією МО США і НАТО — Odd Group) — радянський радіовисотомір. Стоїть на озброєнні колишніх країн варшавського договору.

## Історія
Радіовисотомір був розроблений у 1982 році як складова частина проєкту «Азимут» — із перехоплення ракет «Першинг-2». Розробкою займалося ЦНДІРЕС. ПРВ-17 — останній з висотомірів, які випускала радянська промисловість, надалі використовувались трикоординатні РЛС.

## Призначення
Рухомий радіовисотомір ПРВ-17 призначений для визначення висоти польоту повітряних об'єктів. ПРВ з'єднується та працює в комплексі з усіма двокоординатними станціями радіолокації кругового огляду та автоматизованими системами управління ППО і ВПС.

## Склад
Висотомір виконаний в рухомому варіанті. До складу висотоміра входять:
- причіп Ц-01 — приймально-передавальна кабіна;
- причіп Ц-02 — кабіна з модулятором приймальної та передавальної систем;
- причіп Ц-03 — індикаторна кабіна;
- причіп Ц-04 — дизель-електрогенератор кабіна 5е96 (2 шт.);
- КрАЗ-255Б — 4 одиниці[2]

## Галерея

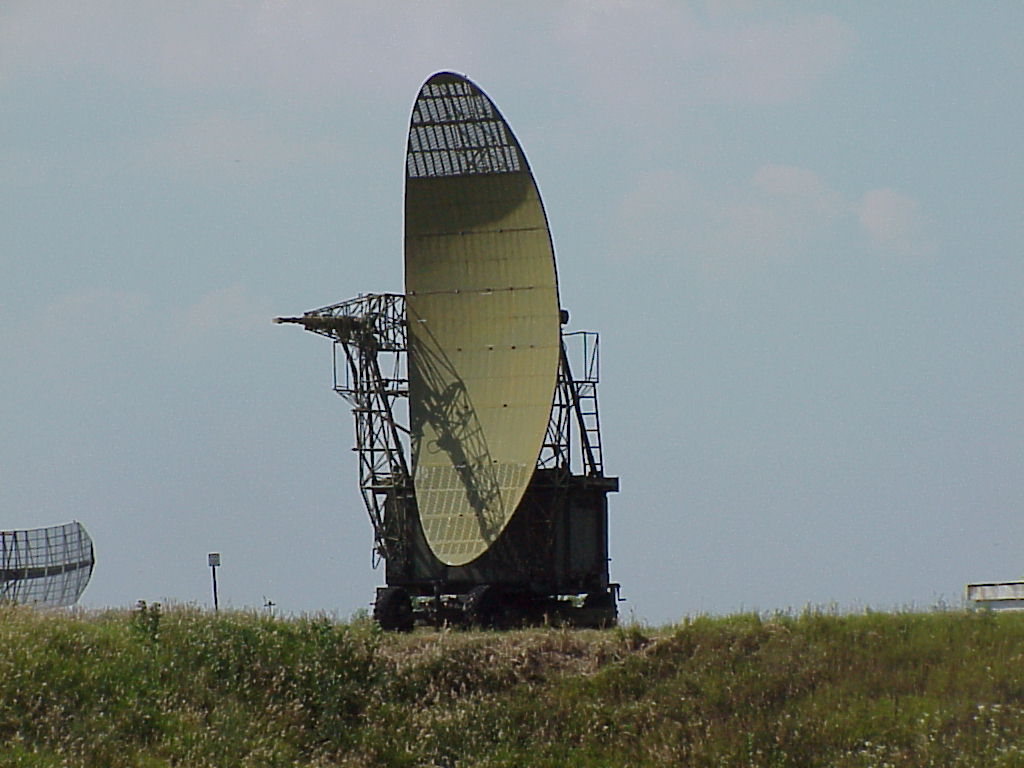
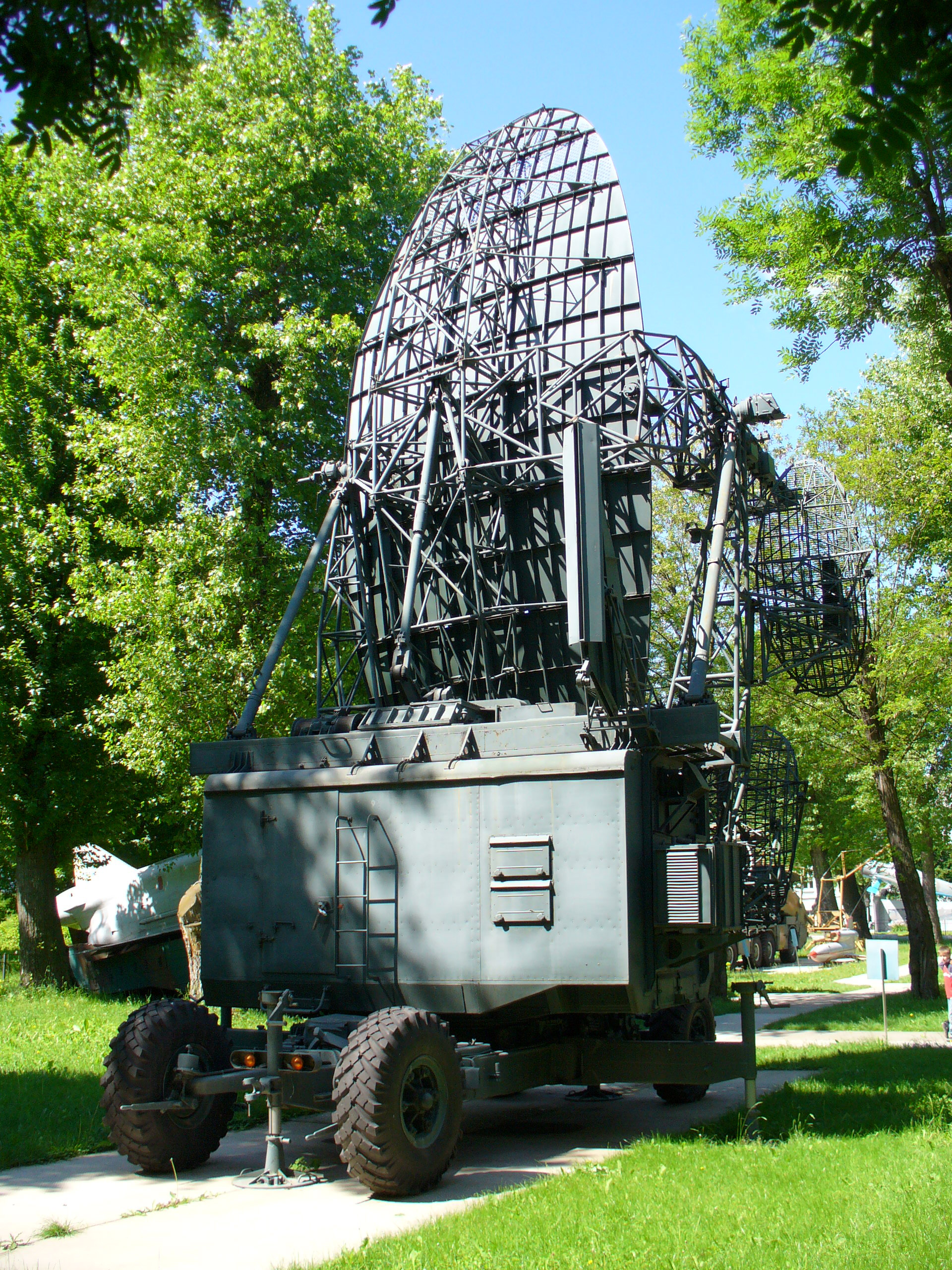

## Технічні характеристики
| Характеристики ПРВ-17           | Характеристики ПРВ-17 |
| ------------------------------- | --------------------- |
| Частотний діапазон              | від 0,18 до 1,16 ГГц  |
| Частота повторення імпульсів    | 400 Гц                |
| Тривалість імпульсу             | 1,1-9 мксек           |
| Імпульсна потужність            | 2,5 МВатт             |
| Середня потужність              | 41 КВатт              |
| Максимальна дальність виявлення | 600 км                |